# 花の中三トリオ
花の中三トリオ（はなのちゅうさんトリオ）とは、オーディション番組『スター誕生!』（日本テレビ系）から歌謡界にデビューした同世代（同い年、同学年）の森昌子、桜田淳子、山口百恵の3人の中学三年生当時（1973年度）の呼び名である。

## 概要
『スター誕生!』の草創期にデビューし、初期の決戦大会合格者の中でも特に目を引く存在だった森昌子、桜田淳子、山口百恵が偶然にも同学年だったことから、1973年8月26日の『スタ誕』の100回記念特番の時、チーフ・プロデューサーの池田文雄により、“花の中三トリオ”と命名された。これは池田が、人気歌手の美空ひばり・江利チエミ・雪村いづみによる“三人娘”に着想を得たもの。この命名直後に、『月刊明星』が大々的に中三トリオを特集したことから広く定着し、それ以降中三トリオは1970年代のアイドルブームを牽引することとなった。
その後中三トリオの呼称は、3人が進級するごとに、花の高一トリオ・高二トリオ・高三トリオと呼び名を変え、高校卒業時の1977年3月にトリオ解散となった。ただし、3人でトリオを組んでいた訳ではなかったため、「解散」と称するのは厳密には間違いである。

## メンバー
- それぞれの人物の詳細・ディスコグラフィは、各人物名の項目を参照のこと。

### 森昌子
- 愛称： マコ
- キャッチフレーズ："あなたのクラスメート"
- 本名： 森田昌子 → 森内昌子 → 森田昌子
- 生年月日： 1958年10月13日
- 血液型： A型
- 配偶者： なし（1986年10月に森進一（歌手）と結婚、2005年4月離婚）
- 子供： 長男・森内貴寛（現・Taka）（歌手）、次男（テレビ東京勤務）、三男・森内寛樹（Hiro、歌手）
- 1971年『スター誕生!』に出場。初代グランドチャンピオンになる。1972年7月1日「せんせい」で歌手デビュー。翌年の1973年に「せんせい」でNHK紅白歌合戦に初出場。

### 桜田淳子
- 愛称：淳ぺい[3]、ジュンペイ、淳ペー
- キャッチフレーズ："さわやか淳ちゃん" "そよ風の天使"
- 本名： 桜田淳子 → 東淳子
- 生年月日： 1958年4月14日
- 血液型： O型
- 配偶者： あり（一般人）
- 子供： 長男、長女、次女
- 1972年『スター誕生!』に出場。同年9月、第4回決戦大会でグランドチャンピオンになる。1973年2月25日「天使も夢みる」で歌手デビュー。翌年の1974年に「黄色いリボン」で紅白歌合戦に初出場。

### 山口百恵
- 愛称：百（もも）さん[3]、モモタロー
- キャッチフレーズ："ひとにめざめる14才" "大きなソニー、大きな新人"
- 本名： 山口百惠 → 三浦百惠
- 生年月日： 1959年1月17日
- 血液型： A型
- 配偶者： 三浦友和（歌手・俳優）
- 子供： 長男・三浦祐太朗（歌手・俳優）、次男・三浦貴大（俳優）
- 1972年『スター誕生!』に出場。同年12月、第5回決戦大会で準優勝。1973年の映画「としごろ」に出演し、同年5月21日に同名の主題歌「としごろ」で歌手デビュー。翌1974年に「ひと夏の経験」で紅白歌合戦に初出場。

## 概要
- デビューは森昌子が1期早い。
- ホリプロ創業者の堀威夫社長（当時）は、自社の森・石川さゆり（なお、石川は1958年1月30日の早生まれ）と三人娘を結成したいために山口をスカウトしたが、結果的には石川を外して桜田（サンミュージック）を加え、事務所の枠を超えたトリオとなった。
- 3人が揃って「NHK紅白歌合戦」に出場したのは、高一トリオだったときの1974年・第25回から解散後の1979年・第30回までで、合計通算6回（6年連続）だった。
- 3人が揃っての主演映画『花の高2トリオ 初恋時代』が1975年8月2日に劇場公開されたが、シリーズ化されることなくこれが唯一の映画となっている。企画には『スター誕生!』（以下：スタ誕）のチーフプロデューサー・池田文雄が企画に関わり、スタ誕の当時のレギュラー・黒部幸英も「クロベー」名義で共演している。この作品は2011年8月31日に公開から26年後に初めてDVDとして商品化された。
- 3人が高校を卒業する1977年3月27日、日本武道館で3人共演の解散コンサートが開かれた。この模様は日本テレビの『木曜スペシャル』で放送され、同年に番組と同じ内容のドキュメンタリー映画『昌子・淳子・百恵 涙の卒業式〜出発〜（たびだち）』（東宝邦画系）も公開された。この作品は2011年8月31日に公開から24年後に初めてDVDとして商品化された。
  - なお『初恋時代』の同時上映は『青い山脈』、『出発』の同時上映は『瞳の中の訪問者』だが、どちらも主演はスタ誕出身の片平なぎさであり、スタ誕出身者が主演する映画がカップリングした事となった。
- 若い女性3人をくくる発想は、かつての「三人娘（ジャンケン娘）」（主に1950年代後半、美空ひばり、雪村いづみ、江利チエミ）や「スパーク3人娘」（主に1960年代中盤、中尾ミエ、伊東ゆかり、園まり）、「新三人娘」（主に1970年代前半、小柳ルミ子、南沙織、天地真理）と同系統といえよう。
- 山口は1980年、森は1986年に結婚のため芸能界を引退。桜田も1992年の結婚から間もなくして表舞台から去っている。森は2005年の離婚を機に、翌2006年に芸能界へ一時復帰し、13年の間森一人のみ歌手活動等を続けたが、2019年末限りで再引退した。
- 結成して1年後の1974年には、スタ誕でデビューした伊藤咲子・小林美樹・石江理世を、「中三トリオ」の妹分として売り出そうと企画、トリオ名をスタ誕視聴者から公募し、「花の末っ子トリオ」と命名した事が有った。なお石江はその後、同じスタ誕出身者の黒木真由美・目黒ひとみとトリオ歌手「ギャル」を結成、再びトリオ中の一人となった。